# Santissimo Nome di Maria
La festa del Santissimo Nome di Maria è una festività cattolica che ricorre il 12 settembre.

## Storia
(Martyrologium Romanum, ed. 2001)
La devozione al nome di Maria, presto arricchita dai pontefici di particolari indulgenze, risale alla metà del XII secolo. La festa venne istituita nel 1513 da papa Giulio II, che la concesse alla sola diocesi spagnola di Cuenca: inizialmente celebrata il 15 settembre, spostata da papa Sisto V al 17 dello stesso mese (1587), la celebrazione della festa venne estesa da papa Gregorio XV all'arcidiocesi di Toledo (1622) e da papa Clemente X all'intera Spagna (1671).
La sua promozione a festa di tutta la Chiesa è dovuta a papa Innocenzo XI (che con decreto del 5 febbraio 1685 ne spostò anche la data alla domenica fra l'Ottava della Natività) per commemorare la messa che a Vienna, il 12 settembre 1683, aveva suggellato l'alleanza fra l'imperatore Leopoldo I d'Austria e il re di Polonia Giovanni III Sobieski: quel giorno, i due sovrani cattolici avevano dato il via alla controffensiva che portò alla liberazione della capitale austriaca dall'assedio dei Turchi (12 settembre 1683).
Come festa di tutta la Chiesa il Santissimo Nome di Maria ha quindi origini simili a quelle della Trasfigurazione, istituita da papa Callisto III in ricordo della liberazione di Belgrado (6 agosto 1455), e della Madonna del Rosario, voluta da papa Pio V per commemorare la vittoria di Lepanto (7 ottobre 1571).
In anni più recenti papa Pio X la riportò alla data tradizionale del 12 settembre. Papa Paolo VI la tolse dal calendario romano, ma inserì nel Messale una Messa votiva in suo onore. Papa Giovanni Paolo II, nella terza edizione del Messale Romano post-conciliare (2002), l'ha reintrodotta come memoria (facoltativa) nella data del 12 settembre.